# Consonne affriquée bilabiale voisée
La consonne affriquée bilabiale voisée est un son consonantique rare, présent dans quelques langues. Son symbole dans l'alphabet phonétique international est [b͡β].

## Symboles de l'API
Son symbole complet dans l'alphabet phonétique international est b͡β, représentant un B minuscule dans l'alphabet latin, suivi d'un Β minuscule, reliés par un tirant. Le tirant est souvent omis quand cela ne crée pas d'ambiguïte.
| b͡β               | bβ                            |
| Symbole complet. | Forme simplifiée sans tirant. |

## En français
Le français ne possède pas le [b͡β].